# لایت استریت (پنسیلوانیا)
لایت استریت (به انگلیسی: Lightstreet) یک منطقهٔ مسکونی در ایالات متحده آمریکا است که در شهرستان کلمبیا، پنسیلوانیا واقع شده‌است. لایت استریت ۲٫۵۶ کیلومتر مربع مساحت و ۱٬۰۹۳ نفر جمعیت دارد و ۱۶۷٫۶۴ متر بالاتر از سطح دریا واقع شده‌است.